# Купеч
Купеч (укр. Купеч) — село на Украине, основано в 1834 году, находится в Коростенской городской общине Житомирской области. Расположено на реке Моства.
Код КОАТУУ — 1822385203. Население по переписи 2001 года составляет 176 человек. Почтовый индекс — 11540. Телефонный код — 4142. Занимает площадь 1,504 км².

## Галерея

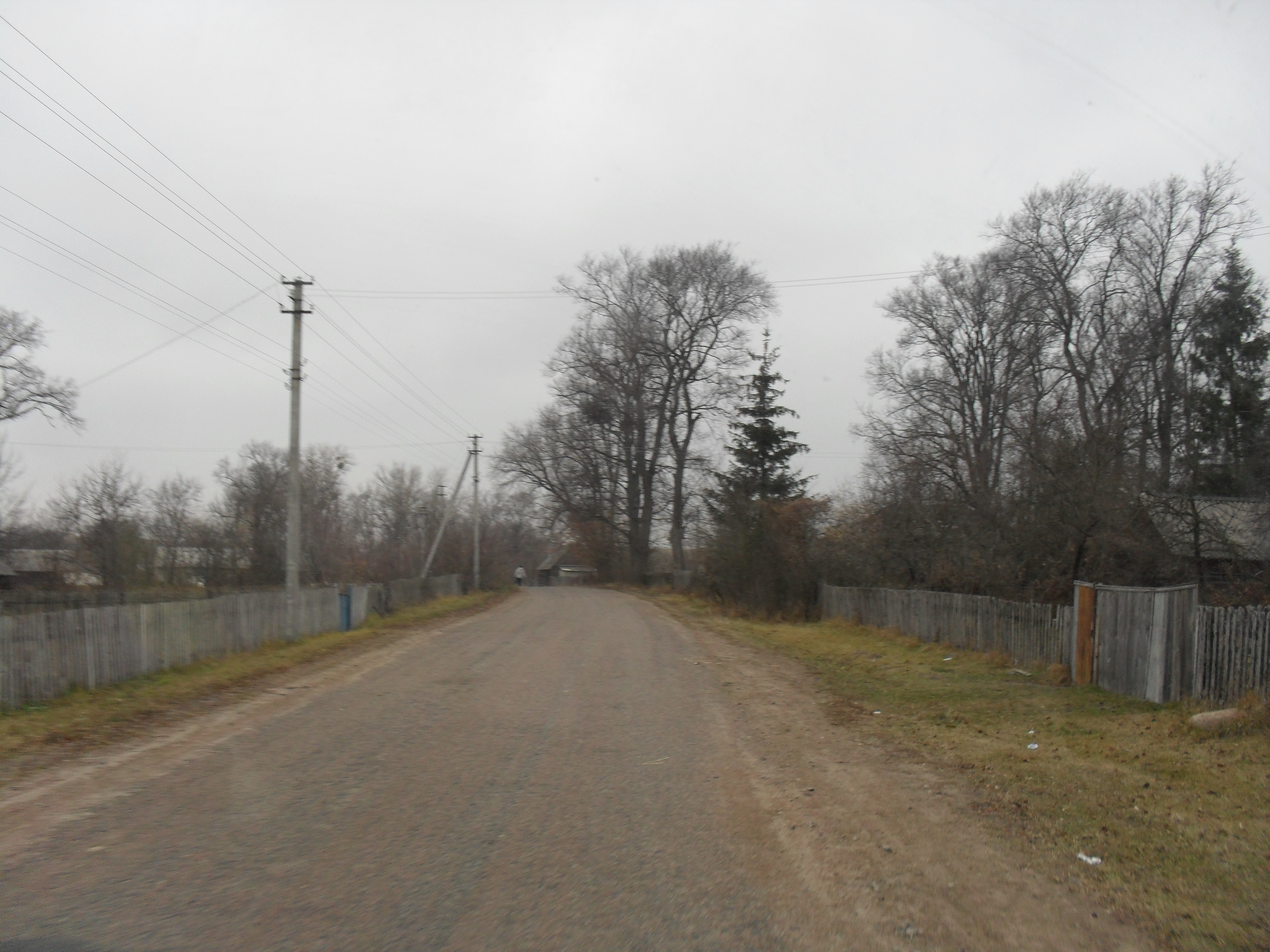
На улице села
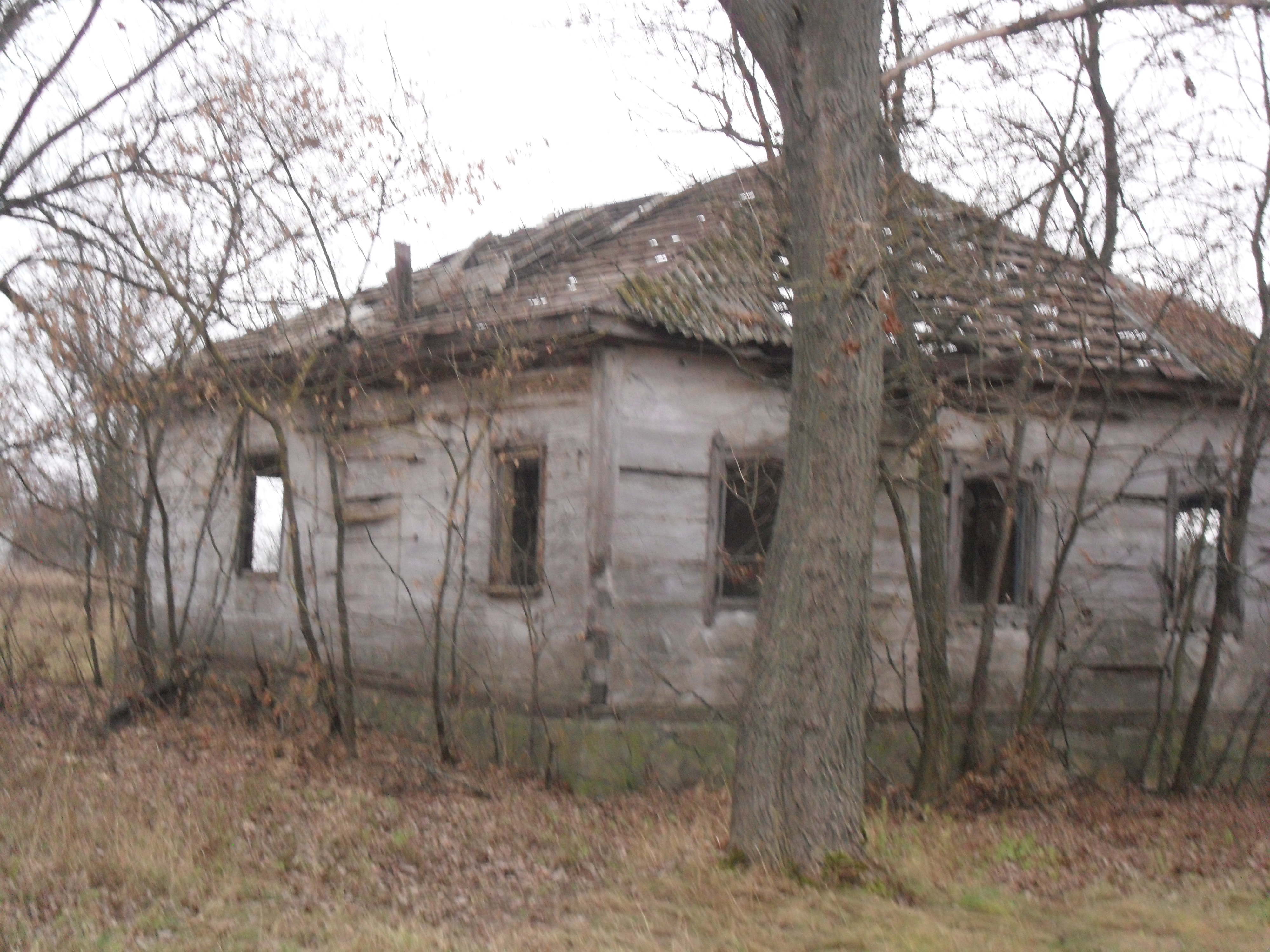
Заброшенный дом
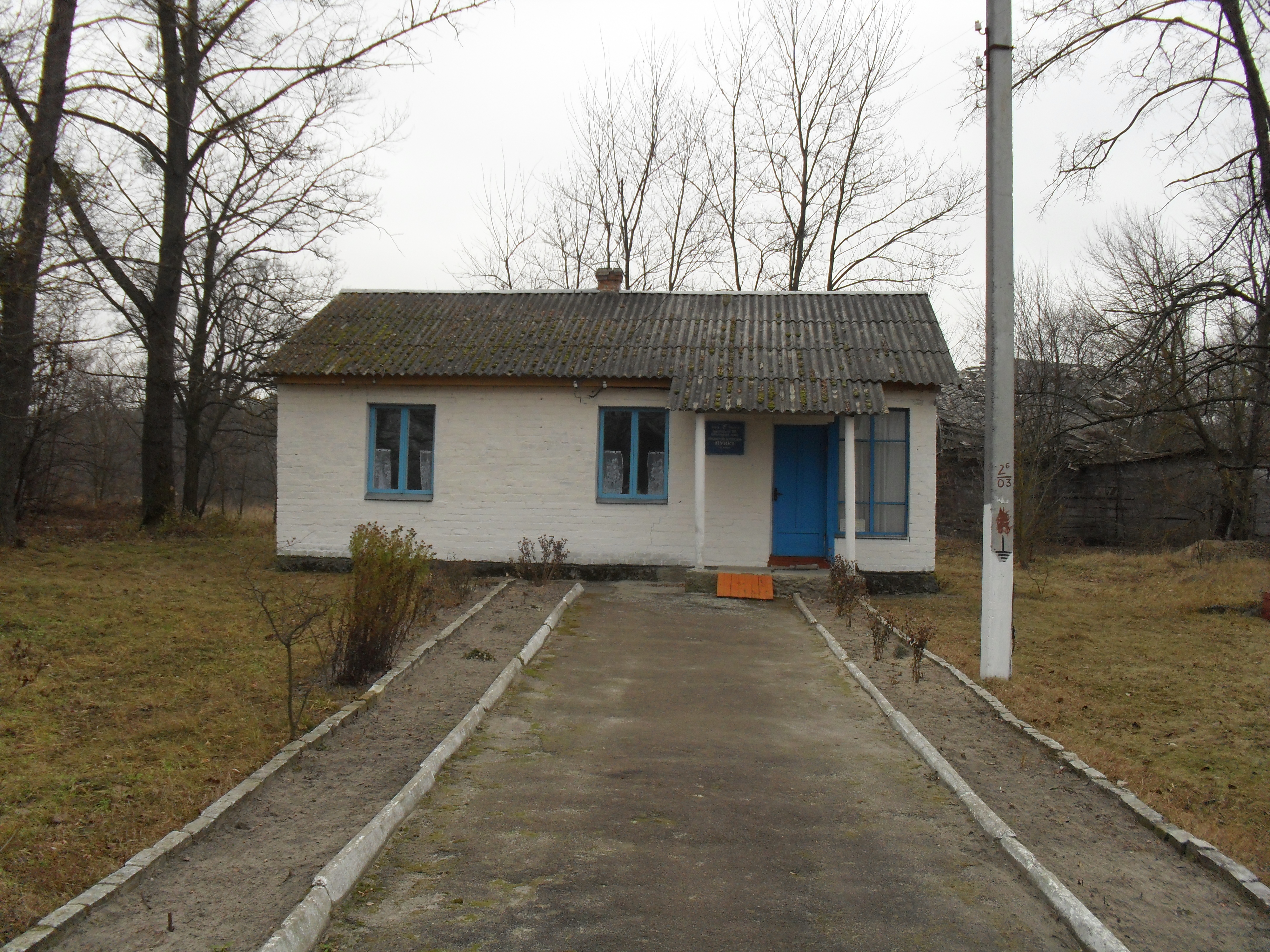
Фельдшерско-акушерский пункт